# 1566

## Události
- červen – papež Pius V. vydává pokyn „Inter Omnes“ k matričním ustanovením, podle kterého má být u křestních zápisů uvedeno jméno a příjmení křtěného dítěte a dále jména a příjmení kmotrů.
- 6. srpen – 8. září – Obléhání Szigetváru
- Obrazoborecké hnutí – souvisí s Nizozemskou revolucí, Nizozemí se chce osvobodit od nadvlády Španělska (král Filip II.) Do odporu se zapojí širší vrstvy obyvatel, lidé útočí na šlechtická sídla, katolické kostely a ničí výzdobu

### Probíhající události
- 1558–1583 – Livonská válka
- 1562–1598 – Hugenotské války
- 1563–1570 – Severská sedmiletá válka

## Narození
Česko
- 24. srpen – Matyáš Borbonius z Borbenheimu, český lékař, lékárník a humanistický básník († 16. prosinec 1629)

- 27. prosince – Ján Jesenský, lékař, rektor Karlovy univerzity († 21. června 1621)
- ? – Polyxena z Pernštejna, poslední manželka Viléma z Rožmberka († 24. května 1642)

Svět
- 13. ledna – Marie Brunšvicko-Lüneburská, německá šlechtična, vévodkyně a princezna († 13. srpna 1626)
- 17. ledna – Anna Kateřina Gonzagová, princezna mantovská, rakouská arcivévodkyně a hraběnka tyrolská († 3. srpna 1621)
- 2. února – Michal Sendivoj ze Skorska, polský chemik a alchymista († 18. srpna 1636)
- 8. března – Carlo Gesualdo, italský renesanční šlechtic, hudebník a skladatel († 8. září 1611)
- 26. května – Mehmed III. Spravedlivý, turecký sultán († 22. prosince 1603)
- 19. června – Jakub I. Stuart, král Anglie, Skotska a Irska († 27. března 1625)
- 20. června – Zikmund III. Vasa; litevský velkokníže, polský král a švédský král († 30. dubna 1632)
- 12. srpna – Isabela Klára Evženie dcera španělského krále Filipa II., místodržitelka Španělského Nizozemí († 1. prosince 1633)
- 24. srpna – Abraham Scultetus, protestantský teolog († 24. října 1624)
- ? – Filippo Spinelli, papežský nuncius na dvoře císaře Rudolfa II. († 25. května 1616)
- ? – Íñigo Vélez de Guevara, španělský politik a diplomat († 31. října 1644)
- ? – Matthäus Gundelach, dvorní malíř císaře Rudolfa II. († 1653)
- ? – Giambattista Basile, neapolský barokní básník, dvořan a sběratel pohádek († 23. února 1632)
- ? – Françoise de Montmorency-Fosseux, milenka navarrského krále Jindřicha III. (pozdějšího Jindřicha IV. Francouzského) († 6. prosince 1641)

## Úmrtí
Česko
- 11. února – Jan starší Hodějovský z Hodějova, český šlechtic a humanista (* 6. ledna 1496)
- 4. června – Matouš Collinus z Chotěřiny, český učitel a spisovatel (* 1516)
- 5. června – Václav Solín, kněz Jednoty bratrské a hudebník (* 24. srpna 1527)

Svět
- 26. dubna – Diana de Poitiers, madame de Brézé, hraběnka z Maulevrieru, milenka francouzského krále Jindřicha II. (* 1499)
- 28. března – Siegmund von Herberstein, rakouský diplomat (23. srpna 1486)
- 30. června – Guillaume Rondelet, francouzský přírodovědec (* 27. září 1507)
- 2. července – Michel de Nostredame, lékař, prorok, spisovatel (* 1503)
- 17. července – Bartolomé de las Casas, španělský misionář (* 1484)
- 5. září – Sulejman I., panovník Osmanské říše (* 6. listopadu 1494)
- 7. září
  - Martin Bošňák, slovenský básník a bojovník proti Turkům (* kolem 1500)
  - Mikuláš Šubič Zrinský, chorvatský a uherský vojevůdce (* asi 1508)
- 31. října – Matouš Cythardus, probošt litoměřické kapituly (* 2. února 1522)
- ? – Jacopo Aconcio, italský filozof a reformační teolog (* 7. září 1492)

## Hlavy států
- České království – Maxmilián II.
- Svatá říše římská – Maxmilián II.
- Papež – Pius V.
- Anglické království – Alžběta I.
- Francouzské království – Karel IX.
- Polské království – Zikmund II. August
- Uherské království – Maxmilián II.
- Osmanská říše – Sulejman I., po jeho smrti Selim I.
- Perská říše – Tahmásp I.